# Invasor
Invasor es una película española de suspense, dirigida por Daniel Calparsoro y estrenada el 30 de noviembre de 2012. Se basa en la novela homónima de Fernando Marías, que colaboró en la redacción del guion.

## Sinopsis
Pablo (Alberto Ammann), médico militar español sufre una emboscada durante la guerra de Irak. Junto a su compañero,  el enfermero Diego (Antonio de la Torre), consigue salvarse y huyen en busca de un refugio. Consiguen llegar a un poblado donde se refugian en una casa donde tampoco están a salvo ya que los habitantes de la casa en la que se esconden, un hombre adulto y un joven muy asustados, se abalanzan sobre ellos para agredirlos. Aunque en defensa propia, Paco y Pablo asesinan a sus atacantes.
Una vez salvados los dos militares son trasladados de vuelta a Galicia para su posterior rehabilitación. El Ministerio de Defensa les obliga a firmar una carta de discreción y confidencialidad a cambio de una suma de dinero por los daños morales causados por el atentado. Pero Pablo sospecha que le están escondiendo información sobre las circunstancias del atentado y a pesar de la presión de los altos mandos, se niega a secundar la versión oficial. No puede soportar el peso de su crimen y se ve atrapado entre ceder a los chantajes para intentar olvidar lo ocurrido y garantizar así la seguridad y estabilidad de su familia, o seguir lo que le dicta su propia conciencia y enfrentarse a la verdad, sean cuales sean las consecuencias, incluso poniendo en peligro su seguridad y la de su familia.

## Reparto
| Intérprete                 | Personaje           |
| -------------------------- | ------------------- |
| Alberto Ammann             | Pablo               |
| Antonio de la Torre Martín | Diego               |
| Inma Cuesta                | Ángela              |
| Karra Elejalde             | Baza                |
| Luis Zahera                | Arturo              |
| Bernabé Fernández          | Soldado pelirrojo   |
| Alex Hafner                | Asesino Americano   |
| Peter Vives                | Teniente americano  |
| Diego Churrero             | Camionero           |
| Sofía Oria                 | Pilar               |
| Fran Peleteiro             | Ramón               |
| Julio Pereira              | Carlos              |
| Isabel Blanco              | Doctora             |
| Antonio Durán 'Morris'     | Hombre Bar          |
| Pedro Vassallo             | Teniente Español    |
| Ben Temple                 | Soldado Americano 1 |
| Benjamín Nathan-Serio      | Soldado Americano 3 |
| Iriome del Toro            | Soldado Americano 2 |
| Abdelatif Hwidar           | Padre Granja        |
| Mehdia El Younoussi        | Madre Granja        |
| Salma Romero El Younoussi  | Hija Granja         |
| Zakaria El Michioui        | Hijo Granja         |
| Nahima Amiri               | Abuela Granja       |
| Manolo Cortés              | Enfermero 1         |
| Iván Marcos                | Enfermero 2         |
| Francisco Vera             | Médico 3            |
| Juanjo Guimarey            | Camarero Bar        |
| Sonia Castelo              | Presentadora        |

## Localizaciones
Las escenas de Irak se rodaron en las islas Canarias, en Fuerteventura y Lanzarote, y las escenas urbanas en Arrecife. Para las escenas españolas se buscaba un ambiente marítimo húmedo y frondoso, en fuerte contraste con las vistas áridas del desierto iraquí. Se rodaron en Galicia, en La Coruña, y la casa del protagonista en medio de un bosque se encuentra en Betanzos.

## Producción
Vaca Films y Morena Films pusieron en marcha la producción de la película, en una nueva colaboración tras sus éxitos más recientes Celda 211 y También la lluvia. El rodaje dio comienzo en las Islas Canarias en noviembre de 2011, donde se prolongó durante dos semanas y media. En esta recreación tuvo mucha importancia la presencia de cientos de figurantes que fueron seleccionados tras un casting largo y complejo. El rodaje se trasladó luego a La Coruña donde hubo mucha implicación por parte de los ciudadanos, dado que se rodó en enclaves muy conocidos y céntricos, con grandes cortes de tráfico. En la novena y última semana de trabajo, el rodaje se trasladó a Madrid, a los estudios de Reyes Abades, encargado de los efectos especiales, donde se recrearon grandes explosiones.

## Adaptación de la novela
La novela de Fernando Marías en la que se basa la cinta fue galardonada con el Premio Dulce Chacón de Narrativa Española en 2005. El autor afirma que escribió este libro en respuesta a su voluntad de manifestar su desacuerdo con la participación española en la guerra de Irak. En palabras del mismo Marías, la película es muy diferente del libro ya que tiene muchas más escenas de acción, pero considera que la cinta sigue el mismo camino que la novela.